# Milán
Milán, a volte indicato come Puerto Milán, è un comune della Colombia facente parte del dipartimento di Caquetá.
Il centro abitato venne fondato nel 1946, mentre l'istituzione del comune è del 12 novembre 1985.